# Purgly-kastély (Sofronya)
A sofronyai Purgly-kastély műemlék épület Romániában, Arad megyében. A romániai műemlékek jegyzékében az  AR-II-m-B-00653.01 sorszámon szerepel.